# Julius Schnorr von Carolsfeld
Julius Schnorr von Carolsfeld (Leipzig, 26 de março de 1794 — Dresden, 24 de maio de 1872) foi um pintor alemão, principalmente de assuntos bíblicos. Quando jovem, associou-se aos pintores do movimento nazareno que reviveram o florido estilo renascentista na arte religiosa. Ele é lembrado por sua extensa Bíblia em imagens e seus projetos para vitrais em catedrais.

## Pinturas

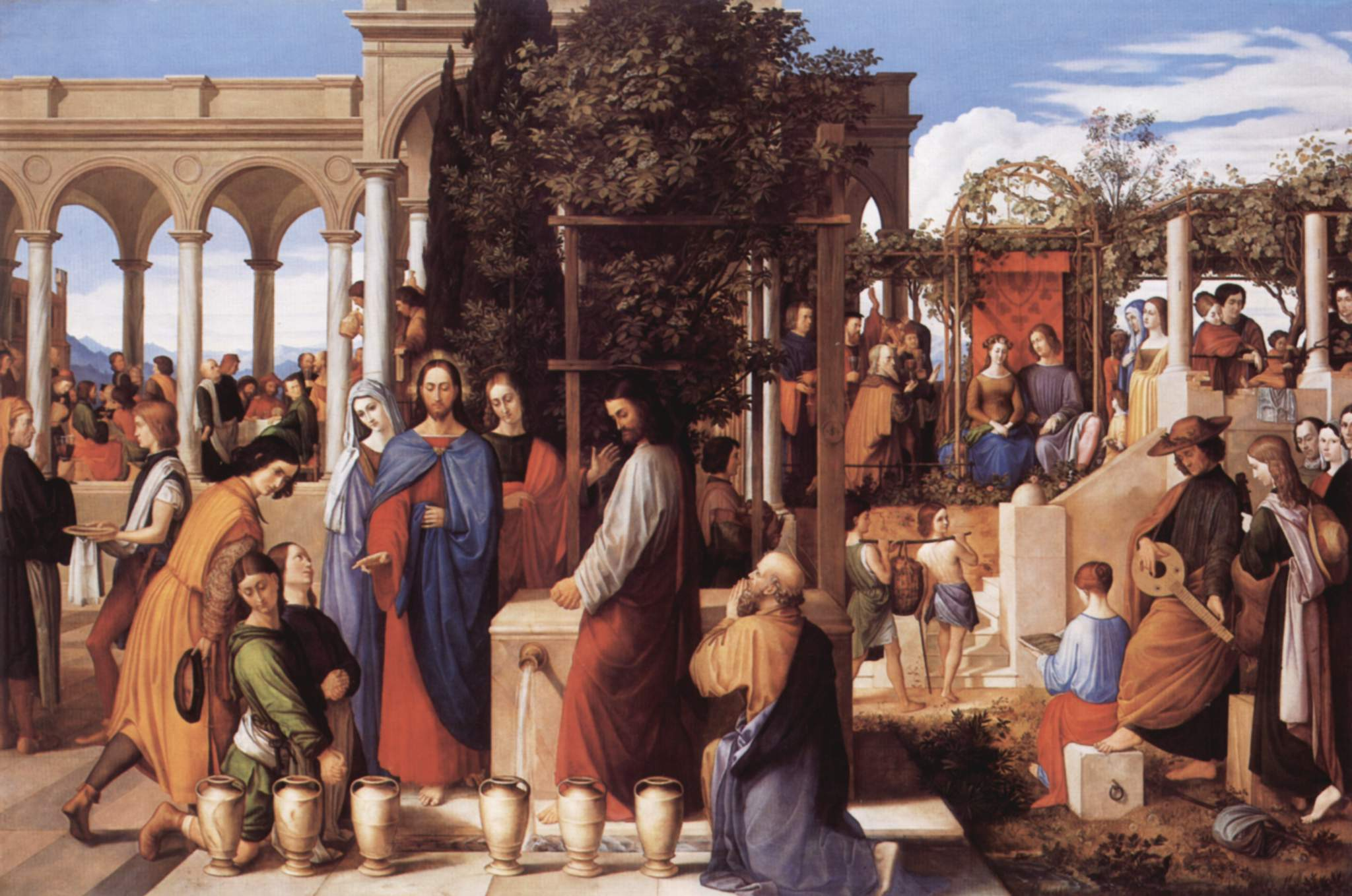
As Bodas de Cana (1819)
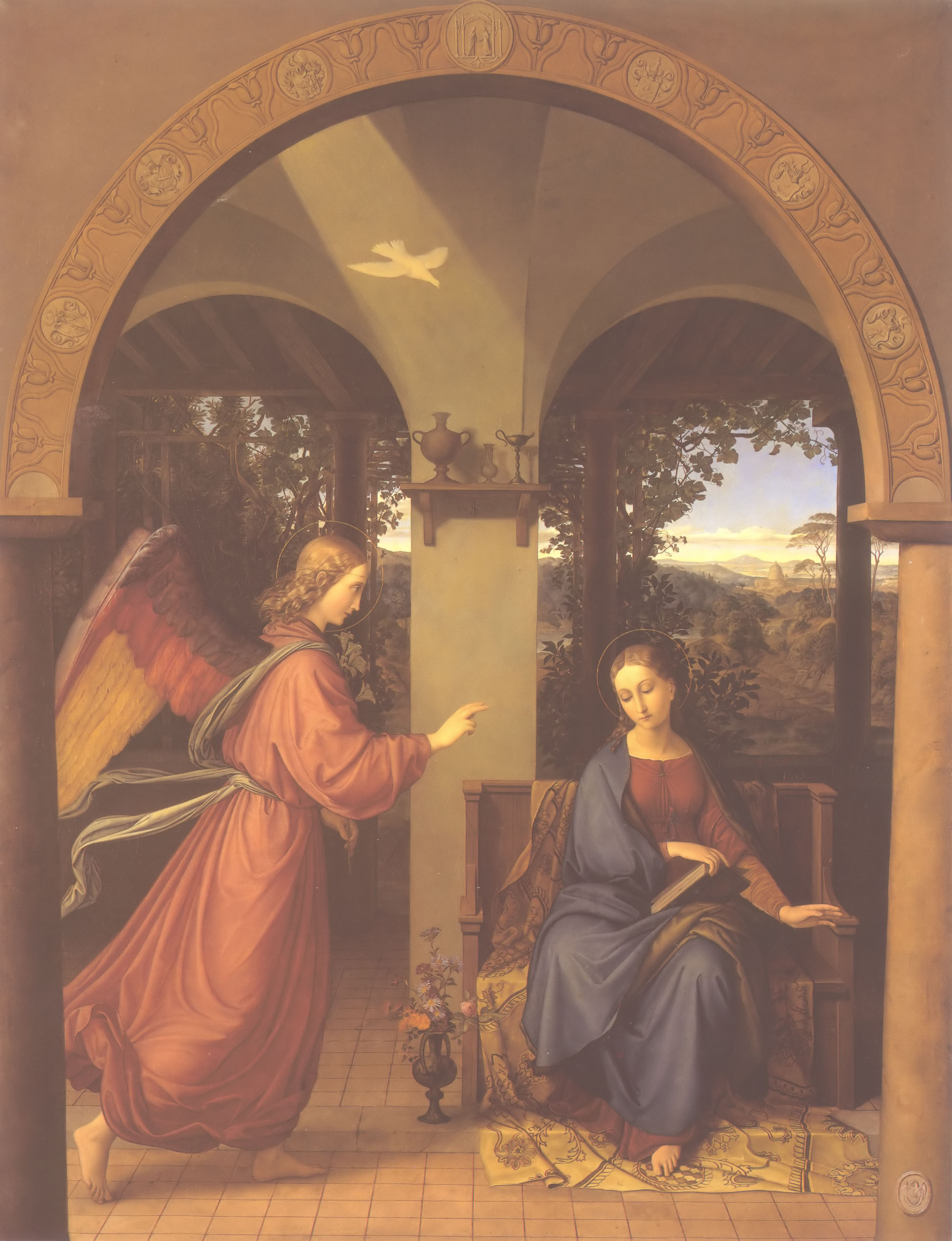
Anunciação (1820)
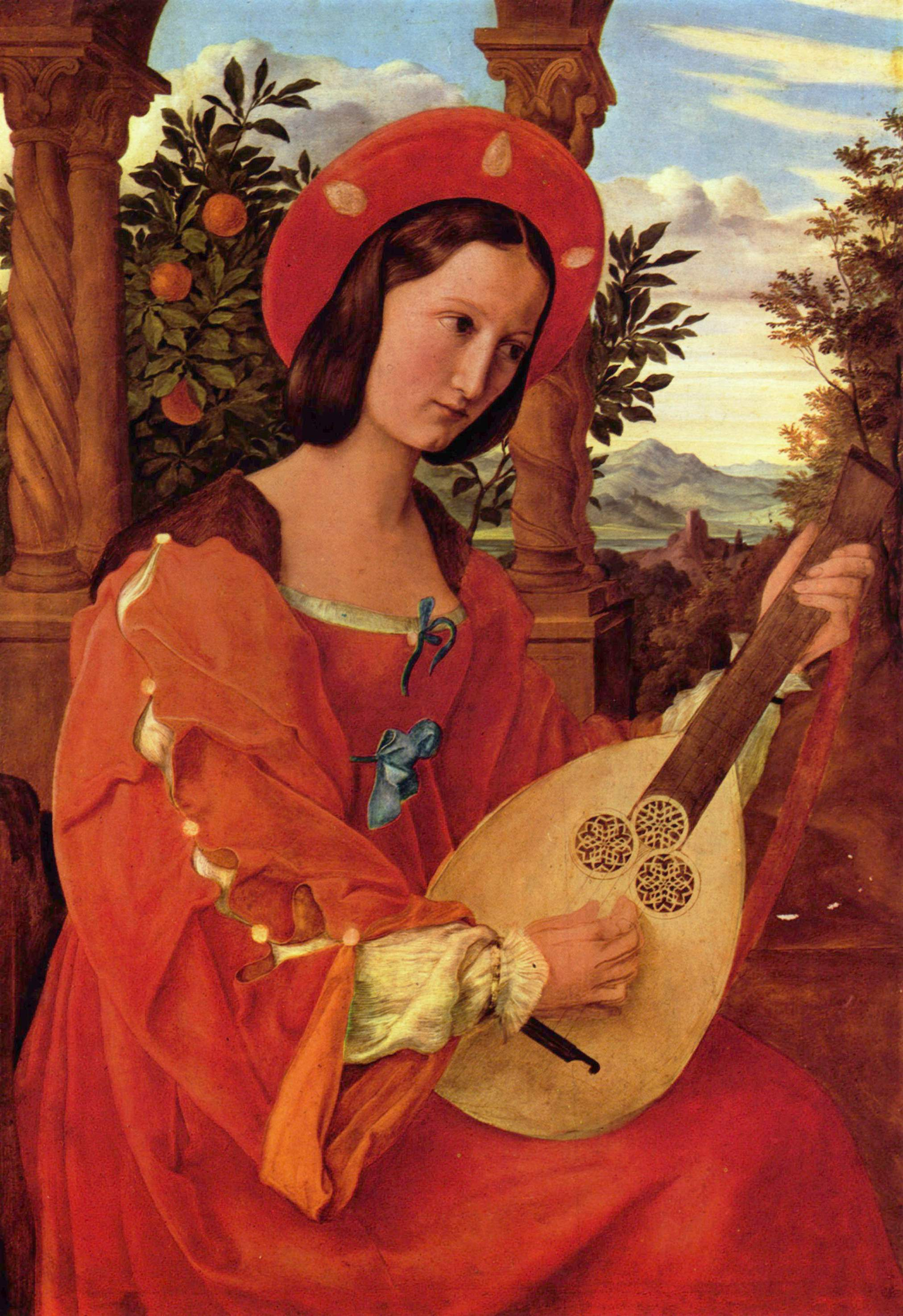
Retrato de Klara Bianka von Quandt (1820)
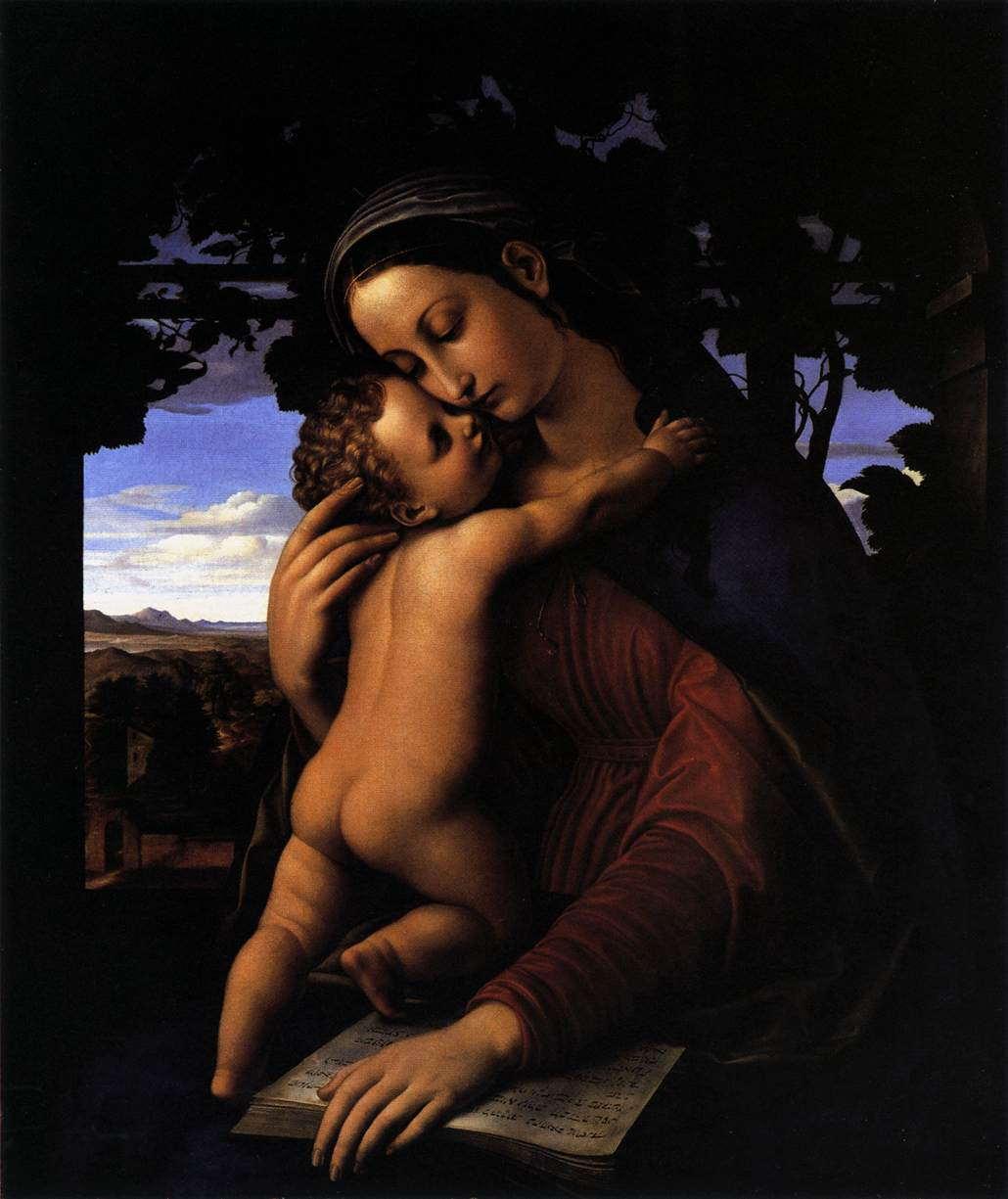
Madonna e criança(1820)
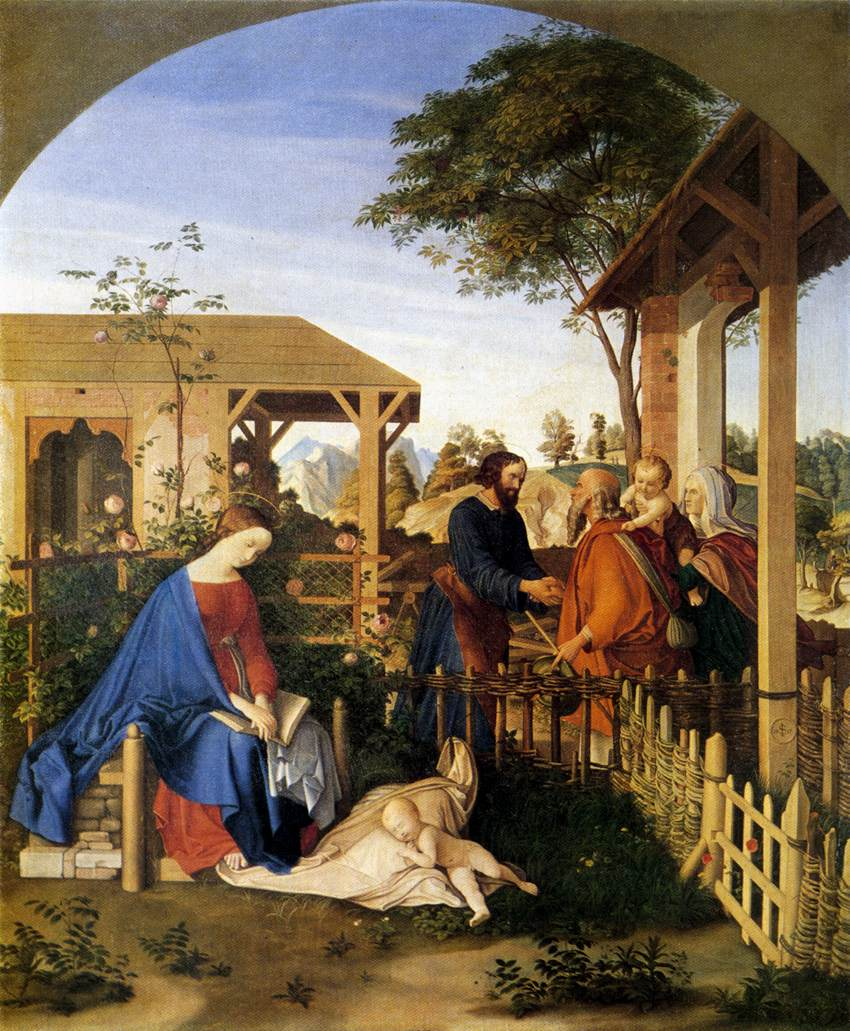
A Família de São João Batista Visitando a Família de Cristo (1817)
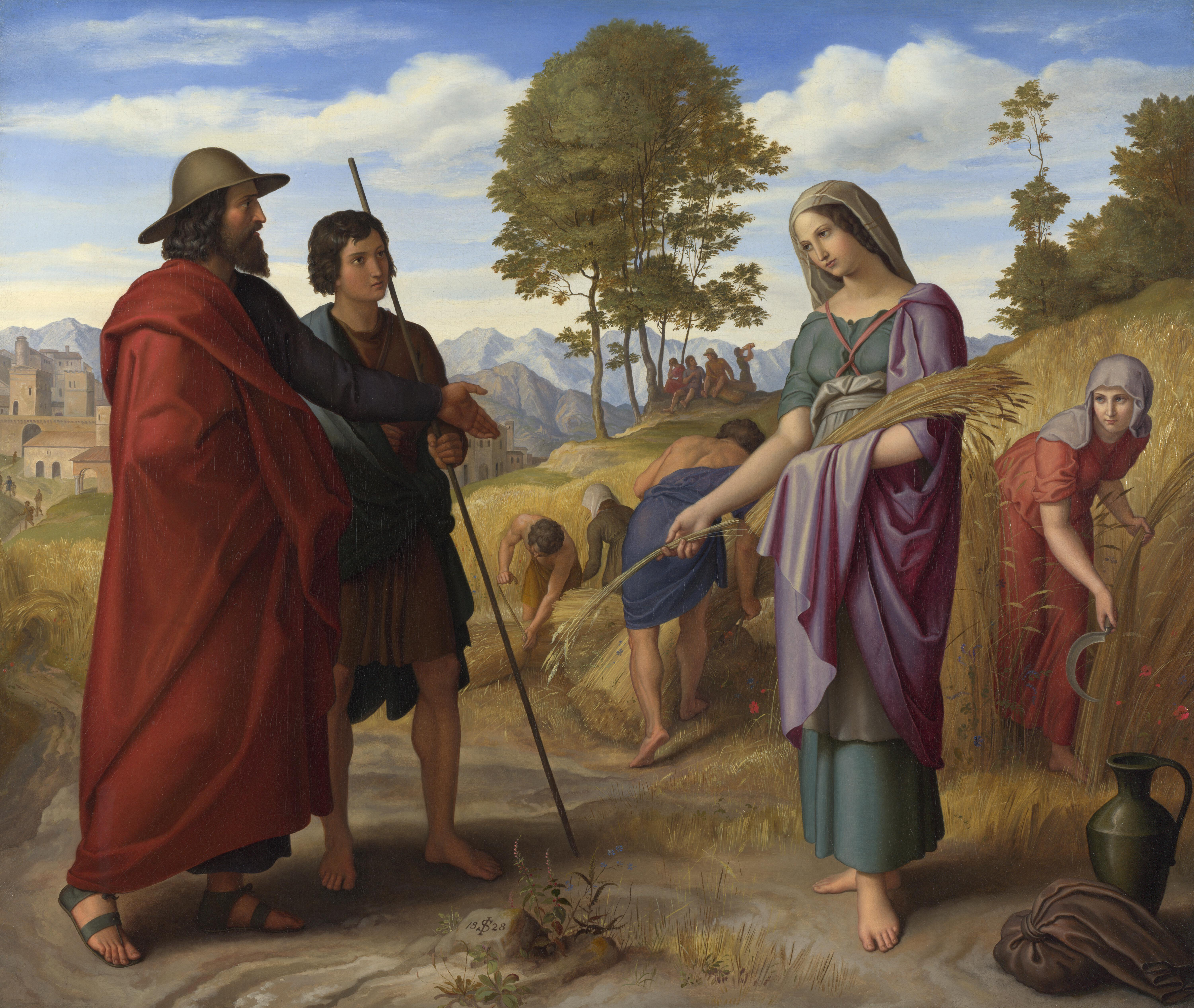
Rute no Campo de Boaz (1828)
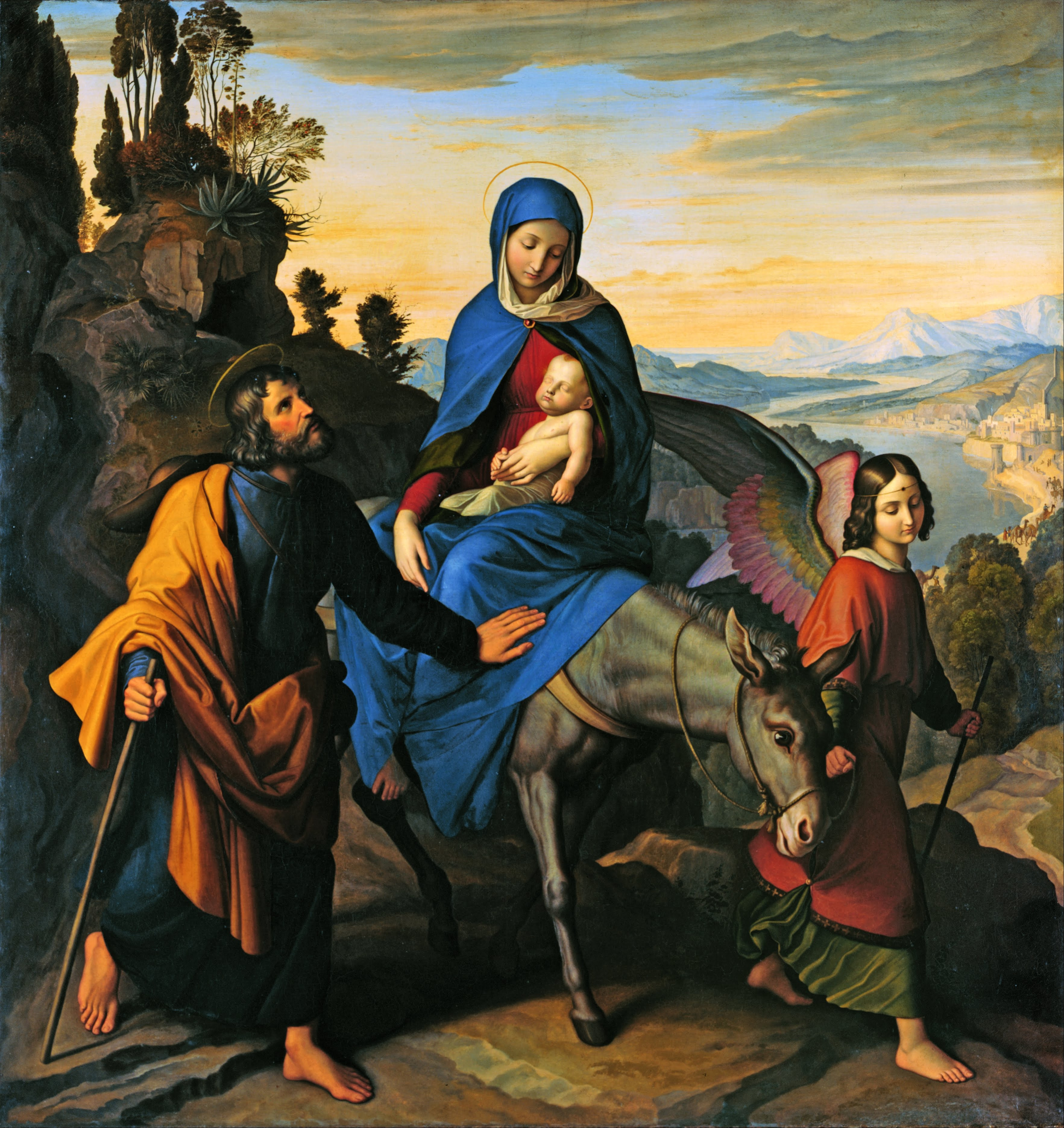
Fuga para o Egito (1828)